# Летни олимпийски игри 1916
Шестите летни олимпийски игри е трябвало да се проведат в Берлин, Германия, но събитието така и не започва поради избухването на Първата световна война през 1914. Александрия и Будапеща са другите градове кандидатирали се за домакинство.
В програмата са били планирани и зимните спортове фигурно пързаляне, хокей на лед и ски.